# Scarpa d'oro 1983
La Scarpa d'oro 1983 è il riconoscimento calcistico che è stato assegnato al miglior marcatore assoluto in Europa tenendo presente le marcature segnate nel rispettivo campionato nazionale nella stagione 1982-1983. Il vincitore del premio è stato Fernando Gomes con 36 reti nella Primeira Divisão

## Classifica finale
| Pos | Campionato                | Nome               | Squadra    | Gol |
| --- | ------------------------- | ------------------ | ---------- | --- |
| 1   | Primeira Divisão          | Fernando Gomes     | Porto      | 36  |
| 2   | Eredivisie                | Peter Houtman      | Feyenoord  | 30  |
| 3   | Campionato greco          | Nikos Anastopoulos | Olympiacos | 29  |
| 3   | Scottish Premier Division | Charlie Nicholas   | Celtic     | 29  |